# Structural Dynamics Research Corporation

Logo der SDRC

Die Structural Dynamics Research Corporation (SDRC) war ein amerikanischer Hersteller von MCAE- (Mechanical CAD) und (PLM)-Software. Er gehört jetzt zu Siemens PLM, ehemals UGS Corporation.
SDRC wurde 1967 durch Ingenieure gegründet und von Jason R. Lemon von der University of Cincinnati geführt. SDRC war ein Beratungsunternehmen für strukturelle Dynamik, bzw. genauer für die Schwingung von Maschinenteilen. US Steel war der erste Kunde und einer der ersten Investoren, bis sie in den frühen 1980er Jahren ihre Anteile an General Electric verkauften.
Um sich die Beratung zu erleichtern, schrieb SDRC eine Software zur Simulation und Vorhersage von Schwingungen. Verschiedene Unternehmen fragten daraufhin an, ob sie die Rechte zur Benutzung dieser Software erhalten könnten, was SDRC zum Einstieg in den Softwaremarkt bewog. In den 1970er Jahren befasste sich SDRC mit Finiten Elementen und Konstruktion und während der 1980er und 1990er Jahre wurde SDRC zu einem bedeutenden Unternehmen für Entwurf und Analyse von 3D-Modellen. Lemon von SDRC war in den 1970er Jahren weltweit als einer der ersten bekannt, die den Begriff MCAE für Mechanical computer-aided engineering prägten. Lemon verließ SDRC im Jahre 1982, um erneut ein eigenes Unternehmen zu gründen, die International TechneGroup Incorporated, die sich hauptsächlich mit einem frühzeitigen Einsatz von CAE in der Entwicklung zur Beeinflussung des Produktentwurfs befasste, eine Methode, die heute unter dem Begriff CP/PD (Concurrent Product and Process Development, deutsch: gleichzeitige Produkt- und Prozessentwicklung) bekannt ist.
Neben verschiedenen anderen Technologien hat SDRC insbesondere für den Bereich des Product-Lifecycle-Management (PLM) Pionierarbeit geleistet und mit dem in einem Joint-Venture zusammen mit Control Data entwickelten, jedoch vollständig in wirtschaftlichem Eigentum von SDRC stehenden Softwareprodukt Metaphase eines der ersten Produkte für diesen Bereich vorgestellt.
SDRC wurde im Jahre 2001 von dem Unternehmen EDS als Teil seiner MCAD/PLM Software Division für einen Preis von 950 Mio. USD übernommen und später an die UGS Corporation veräußert, zu der es heute noch gehört.

## Produkte
I-DEAS war SDRCs CAD-Softwarelösung. Als SDRC im Jahre 2001 von EDS übernommen wurde, wurde eine Zusammenführung der Softwareprodukte Unigraphics und I-DEAS in einem Produkt NX beschlossen. Metaphase war SDRC's Product-Lifecycle-Management-Produkt. Es war besonders auf die Verwaltung von CAD-Daten ausgelegt. Metaphase wird heute unter dem Produktnamen Teamcenter Enterprise von Siemens PLM vertrieben.